# SLC52A1
SLC52A1 (англ. Solute carrier family 52 member 1) – білок, який кодується однойменним геном, розташованим у людей на короткому плечі 17-ї хромосоми. Довжина поліпептидного ланцюга білка становить 448 амінокислот, а молекулярна маса — 46 317.
| 10         |  | 20         |  | 30         |  | 40         |  | 50         |
| ---------- |  | ---------- |  | ---------- |  | ---------- |  | ---------- |
| MAAPTLGRLV |  | LTHLLVALFG |  | MGSWAAVNGI |  | WVELPVVVKD |  | LPEGWSLPSY |
| LSVVVALGNL |  | GLLVVTLWRQ |  | LAPGKGEQVP |  | IQVVQVLSVV |  | GTALLAPLWH |
| HVAPVAGQLH |  | SVAFLTLALV |  | LAMACCTSNV |  | TFLPFLSHLP |  | PPFLRSFFLG |
| QGLSALLPCV |  | LALVQGVGRL |  | ECPPAPTNGT |  | SGPPLDFPER |  | FPASTFFWAL |
| TALLVTSAAA |  | FRGLLLLLPS |  | LPSVTTGGSG |  | PELQLGSPGA |  | EEEEKEEEEA |
| LPLQEPPSQA |  | AGTIPGPDPE |  | AHQLFSAHGA |  | FLLGLMAFTS |  | AVTNGVLPSV |
| QSFSCLPYGR |  | LAYHLAVVLG |  | SAANPLACFL |  | AMGVLCRSLA |  | GLVGLSLLGM |
| LFGAYLMALA |  | ILSPCPPLVG |  | TTAGVVLVVL |  | SWVLCLCVFS |  | YVKVAASSLL |
| HGGGRPALLA |  | AGVAIQVGSL |  | LGAGAMFPPT |  | SIYHVFQSRK |  | DCVDPCGP   |

A: Аланін

C: Цистеїн

D: Аспарагінова кислота

E: Глутамінова кислота

F: Фенілаланін

G: Гліцин

H: Гістидин

I: Ізолейцин

K: Лізин

L: Лейцин

M: Метіонін

N: Аспарагін

P: Пролін

Q: Глутамін

R: Аргінін

S: Серин

T: Треонін

V: Валін

W: Триптофан

Кодований геном білок за функціями належить до рецепторів клітини-хазяїна для входу вірусу, рецепторів. 
Задіяний у таких біологічних процесах, як транспорт, альтернативний сплайсинг. 
Локалізований у клітинній мембрані, мембрані.